# Apeba togata
Apeba togata är en skalbaggsart som först beskrevs av Johann Christoph Friedrich Klug 1825.  Apeba togata ingår i släktet Apeba och familjen långhorningar. Inga underarter finns listade i Catalogue of Life.